# Suillia longicornis
Suillia longicornis är en tvåvingeart som beskrevs av Gorodkov 1962. Suillia longicornis ingår i släktet Suillia och familjen myllflugor. Inga underarter finns listade i Catalogue of Life.